# Stuart (Nebraska)
Stuart és una població dels Estats Units a l'estat de Nebraska. Segons el cens del 2000 tenia 625 habitants.

## Demografia
Segons el cens del 2000, Stuart tenia 625 habitants, 237 habitatges, i 154 famílies. La densitat de població era de 389,2 habitants per km².
Dels 237 habitatges en un 30,8% hi vivien nens de menys de 18 anys, en un 55,3% hi vivien parelles casades, en un 5,9% dones solteres, i en un 34,6% no eren unitats familiars. En el 32,5% dels habitatges hi vivien persones soles el 18,1% de les quals corresponia a persones de 65 anys o més que vivien soles. El nombre mitjà de persones vivint en cada habitatge era de 2,46 i el nombre mitjà de persones que vivien en cada família era de 3,14.
Per edats la població es repartia de la següent manera: un 27,7% tenia menys de 18 anys, un 5,3% entre 18 i 24, un 24,8% entre 25 i 44, un 16,3% de 45 a 60 i un 25,9% 65 anys o més.
L'edat mediana era de 39 anys. Per cada 100 dones de 18 o més anys hi havia 93,2 homes.
La renda mediana per habitatge era de 27.321 $ i la renda mediana per família de 38.500 $. Els homes tenien una renda mediana de 24.063 $ mentre que les dones 16.667 $. La renda per capita de la població era de 13.342 $. Aproximadament el 12,7% de les famílies i el 12,6% de la població estaven per davall del llindar de pobresa.

## Poblacions més properes
El següent diagrama mostra les poblacions més properes.